# Андре Базен
Андре́ Базе́н (фр. André Bazin; 18 квітня 1918, Анже — 11 листопада 1958, Ножан-сюр-Марн, департамент Валь-де-Марн) — французький кінокритик, впливовий історик і теоретик кіно.

## Біографія
Андре Базен народився 18 квітня 1918 року в Анже на північному заході Франції. Навчався педагогічному коледжі та Вищій школі «Еколь нормаль» в Сен-Клу, та у 1941 перервав навчання. В період окупації заснував в Парижі кіноклуб, в 1943 почав писати про кіно. Після війни активно брав участь в розвитку народної освіти, створивши мережу кіноклубів на заводах Німеччини, Алжиру, Марокко. Постійно писав про кіно в газетах і журналах, заснував часопис «радіо-кіно-телебачення» (тепер «Телерама»), залучив до участі в ньому молодого Франсуа Трюффо.
У 1951 році разом з соратниками заснував журнал «Les Cahiers du cinéma», що дав теоретичну базу руху «Нова хвиля» і який став своєрідною кузнею кадрів нового французького кіно. Пропагував італійський неореалізм, фільми Чарлі Чапліна, Орсона Уеллса, Штрогейма, Фріца Ланга, Дрейєра, Бунюеля, Хічкока, Марселя Карне, Жака Беккера, Жана Ренуара, Акіри Куросави, багато в чому заклавши базу майбутньої кіноестетики Трюффо, Еріка Ромера, Клода Шаброля, Жака Ріветта та інших.
Помер від лейкемії 11 листопада 1958 року в Ножан-сюр-Марн (департамент Валь-де-Марн) у віці 40 років.

## Значення і визнання
Видатний фільм Трюффо «Чотириста ударів» присвячений пам'яті Базена, який помер наступного дня після запуску фільму у виробництво. Роботи Базена про авторське кіно (його теорію автора розвинув Франсуа Трюффо) ставлять поряд з працями Ейзенштейна і Кракауера. Вони перекладені багатьма мовами і увійшли до систем навчання кіномистецтву в усіх країнах світу.

## Праці
- Orson Welles (1950, у співавторстві з Жаном Кокто).
- Qu'est-ce que le cinéma? (4 томи, 1958–1962)
- Jean Renoir (1971).
- Le Cinéma de la cruauté. Erich von Stroheim — Carl Theodor Dreyer — Preston Sturges -Luis Bunuel — Alfred Hitchcock — Akira Kurosawa (1975).
- Le Cinéma de l'Occupation et de la Résistance (1975).
- Le Cinéma français de la Libération à la Nouvelle Vague (1983).
- La Politique des auteurs (1984).